# Otto Brandt den yngre
Otto Wilhelm Brandt, född den 8 april 1893 i Uleåborg, död den 17 februari 1974, var en finländsk företags- och idrottsledare. Han var son till Otto Brandt den äldre. 
Efter faderns död övertog sonen familjeföretagets ledning. Brandt den yngre var känd som motorcykelsportens grand old man i Finland (lade upp först 1947). Han var i yngre år friidrottare och cyklist, men övergick sedan till motorsporten och vann ett stort antal segrar i ban- och landsvägslopp. Han deltog även med framgång i motorbåtslopp på 1930-talet och var liksom fadern aktiv i idrottens organisationsliv, bland annat som en av Djurgårdsloppets eldsjälar.